# Diadasia albovestita
Diadasia albovestita är en biart som beskrevs av Léon Abel Provancher 1896. Diadasia albovestita ingår i släktet Diadasia och familjen långtungebin. Inga underarter finns listade i Catalogue of Life.